# Live in the City of Light
Live in the City of Light ist ein Livealbum der britischen Rockband Simple Minds, das im Mai 1987 erschien.

## Entstehung und Veröffentlichung
Die Aufnahmen für das Album entstanden während der Once Upon a Time Tour des Jahres 1986, hauptsächlich am 12. und 13. August 1986 im Pariser Le Zénith. Der Titel Someone, Somewhere in Summertime wurde im Oktober 1986 bei einem Konzert in Sydney, Australien mitgeschnitten.
Auf dem Album ist die Tournee-Besetzung der Band des Jahres 1986 zu hören. Dazu gehörten neben den Stammmusikern als zweite Sängerin Robin Clark und die Perkussionistin Sue Hadjopoulos. Ein Geigen-Part von Lisa Germano – zu der Zeit Bandmitglied von John Mellencamp – für Someone Somewhere in Summertime wurde im Studio nachträglich hinzugefügt. Das ehemalige Simple-Minds-Mitglied Derek Forbes steuerte (nicht kreditierte) Bassgitarren-Overdubs bei.
Die Erstveröffentlichung von Live in the City of Light erfolgte am 11. Mai 1987 bei Virgin Records. Das Album erschien in seiner Originalausführung als LP mit 14 Titeln (Katalognummer: 1 / 303 067 420). Später folgten Veröffentlichungen als CD, MC sowie zum Download und Streaming. Das Frontcover zeigt auf einer schwarzen Hülle, in Gold, das Motiv des Claddagh-Ringes, das von der Band mehrfach als Logo verwendet worden ist. Das Begleitheft enthält Fotografien von Auftritten und der Musiker; die Innenseite zeigt ein Foto eines Konzerts der Tour in Locarno, Schweiz. Der Albumtitel bezieht sich auf Paris als „La Ville Lumière“ (französisch für „Stadt des Lichts“).

## Titelliste
1. Ghost Dancing – 7:22
2. Big Sleep – 4:27
3. Waterfront – 5:21
4. Promised You a Miracle – 4:38
5. Someone Somewhere In Summertime – 5:59
6. Oh Jungleland – 6:35
7. Alive and Kicking 6:27
8. Don’t You (Forget About Me) – 6:37
9. Once Upon a Time – 6:06
10. Book of Brilliant Things – 4:53
11. East at Easter –  4:20
12. Sanctify Yourself – 7:06
13. Love Song – Sun City – Dance to the Music – 7:02
14. New Gold Dream (81/82/83/84) – 5:31

## Setlist der Shows vom 12. und 13. August 1986 im Zénith
1. Intro / Waterfront
2. Speed Your Love to Me a
3. Come a Long Way a
4. Book of Brilliant Things
5. Ghost Dancing
6. Don’t You (Forget About Me)
7. Big Sleep
8. Promised You a Miracle
9. Hunter and the Hunted a
10. Once Upon a Time
11. Oh Jungleland
12. All the Things She Said a
13. Alive and Kicking
14. New Gold Dream (81/82/83/84)
15. Someone Somewhere (In Summertime)
16. Sanctify Yourself
17. East at Easter
18. Medley: Love Song / Sun City / Thank You / Dance to the Music[4]

## Singleauskopplungen
| Jahr | Titel                         | Höchstplatzierung, Gesamtwochen, AuszeichnungChartsChartplatzierungen (Jahr, Titel, , Platzierungen, Wochen, Auszeichnungen, Anmerkungen) | Anmerkungen                     |
| Jahr | Titel                         | UK | Anmerkungen                     |
| ---- | ----------------------------- | --- | ------------------------------- |
| 1987 | Promised You a Miracle (Live) | UK19 (10 Wo.)UK | Erstveröffentlichung: Juni 1987 |

## Kommerzieller Erfolg

### Chartplatzierungen
Live in the City of Light avancierte zum Nummer-eins-Erfolg in den Niederlanden und dem Vereinigten Königreich sowie zum Top-10-Erfolg in Deutschland (Rang 3), Schweden und der Schweiz (je Rang 5), Norwegen (Rang 6) oder auch Österreich (Rang 10).
| ChartsChartplatzierungen       | Höchstplatzierung | Wochen/ Monate |
| ------------------------------ | ----------------- | -------------- |
| Deutschland (GfK)              | 3 (19 Wo.)        | 19 Wo.         |
| Österreich (Ö3)                | 10 (2,5 Mt.)      | 2,5 Mt.        |
| Schweiz (IFPI)                 | 5 (14 Wo.)        | 14 Wo.         |
| Vereinigte Staaten (Billboard) | 96 (10 Wo.)       | 10 Wo.         |
| Vereinigtes Königreich (OCC)   | 1 (26 Wo.)        | 26 Wo.         |

| ChartsJahrescharts (1987) | Platzierung |
| ------------------------- | ----------- |
| Deutschland (GfK)         | 46          |

### Auszeichnungen für Musikverkäufe
| Land/Region                  | Auszeichnungen für Musikverkäufe (Land/Region, Auszeichnung, Verkäufe) | Verkäufe  |
| ---------------------------- | ---------------------------------------------------------------------- | --------- |
| Deutschland (BVMI)           | Gold                                                                   | 250.000   |
| Frankreich (SNEP)            | Gold                                                                   | 100.000   |
| Niederlande (NVPI)           | Gold                                                                   | 50.000    |
| Vereinigtes Königreich (BPI) | 2× Platin                                                              | 600.000   |
| Insgesamt                    | 3× Gold · 2× Platin ·                                                  | 1.000.000 |